# Alt Sührkow
Alt Sührkow ist eine Gemeinde im  Südosten des Landkreises Rostock in Mecklenburg-Vorpommern (Deutschland). Die Gemeinde wird vom Amt Mecklenburgische Schweiz mit Sitz in der nicht amtsangehörigen Stadt Teterow verwaltet.

## Geografie
Die Gemeinde Alt Sührkow in der Mecklenburgischen Schweiz nahe der Stadt Teterow und in der geografischen Mitte des Bundeslandes hat für mecklenburgische Verhältnisse große Höhenunterschiede im Bodenrelief. Während der Westen des Gemeindegebietes am Abfluss des Teterower Sees in Richtung Peene nur wenige Meter über dem Meeresspiegel liegt, erreicht die Haupt-Endmoräne im Osten im Hardtberg 122 m über NN. Alt Sührkow liegt im Naturpark Mecklenburgische Schweiz und Kummerower See und grenzt im Osten an den Landkreis Mecklenburgische Seenplatte.
Umgeben wird Alt Sührkow von den Nachbargemeinden Jördenstorf im Norden, Lelkendorf im Nordosten, Neukalen im Osten, Malchin im Südosten und Süden, Teterow im Südwesten, Thürkow im Westen sowie Sukow-Levitzow im Nordwesten.
Ortsteile
Alt Sührkow, Bukow am Teterower See, Hohen Mistorf,  Neu Sührkow, Pohnstorf,

## Geschichte
Viele Ausgrabungen belegen, dass das Gebiet vor 5000 Jahren  in der Jungsteinzeit und vor 2500 Jahren in der Bronzezeit schon besiedelt war.

Von 1249 bis 1314 wurden die Ortsteile, die slawischen Ursprungs waren, urkundlich erwähnt.
Am 1. Januar 1951 wurden die bisher eigenständigen Gemeinden Bukow, Hohen Mistorf, Neu Sührkow und Pohnstorf eingegliedert.
Sührkow taucht  1297 in einer Urkunde als Scurekendorp auf. Im Gebiet um den Hardtberg standen Anfang des 18. Jahrhunderts einige Glashütten, die dafür benötigte Holzkohle wurde aus den damals großen Eichenwaldbeständen gewonnen, heute befindet sich dort der Sender Hardtberg. Die Gemeinde wird heute von der Landwirtschaft und dem Tourismus geprägt.
Alt Sührkow wurde 1297 erstmals erwähnt als Besitz eines Ritters Friedrich Moltke.
Bukow: Hier wurde im Moor Torf gestochen,  verfeuert in einer Ziegelei.
Hohen Mistorf wird geprägt durch die aus der 2. Hälfte des 13. Jahrhunderts stammende frühgotische Dorfkirche aus Feld- und Backstein mit ihrem wuchtigen, niedrigen Westturm.
Neu Sührkow wurde 1770 als Pertinenz (Teil eines Landgutes) erwähnt mit seinen verstreut liegenden Höfen.
Pohnstorf: Gut Pohnstorf war im Besitz Familien von Stahl (16. Jahrhundert), Wichert (1848), Moennich (ab 1869) und Wessel (ab 1896 oder 1899), die um 1900 das Mausoleum im Gutspark bauten. Das Gutshaus entstand durch Umbauarbeiten Mitte des 19. Jahrhunderts. Ab um 1810 wurde im Ort Kies abgebaut und Zement hergestellt.

## Sehenswürdigkeiten
- Gotische Dorfkirche in Hohen Mistorf aus Backstein auf Feldsteinsockel; Chor vom 13. Jahrhundert mit kuppligem Kreuzrippengewölbe, Triumphbogen zum flachgedeckten Kirchenschiff vom 14. Jahrhundert sowie Westturm in der Breite des Schiffs mit Glockengeschoss vom 15. Jahrhundert und Walmdach.
- Gutshaus in Alt Sührkow, klassizistischer eingeschossiger Putzbau, vermutlich aus der ersten Hälfte des 19. Jahrhunderts, mit Mittelrisalit und kleinem Turm.
- Gutshaus in Hohen Mistorf
- Gutshaus in Neu Sührkow
- Gutshaus in Pohnstorf, zweigeschossiger, 11/13-achsiger Bau aus der Mitte des 19. Jahrhunderts mit Mezzanin-Geschoss, Souterrain und Mittelteil; heute Ferienwohnungen.
- Mausoleum von um 1900 für den Unternehmer Heinrich Wessel im Park von Pohnstorf.

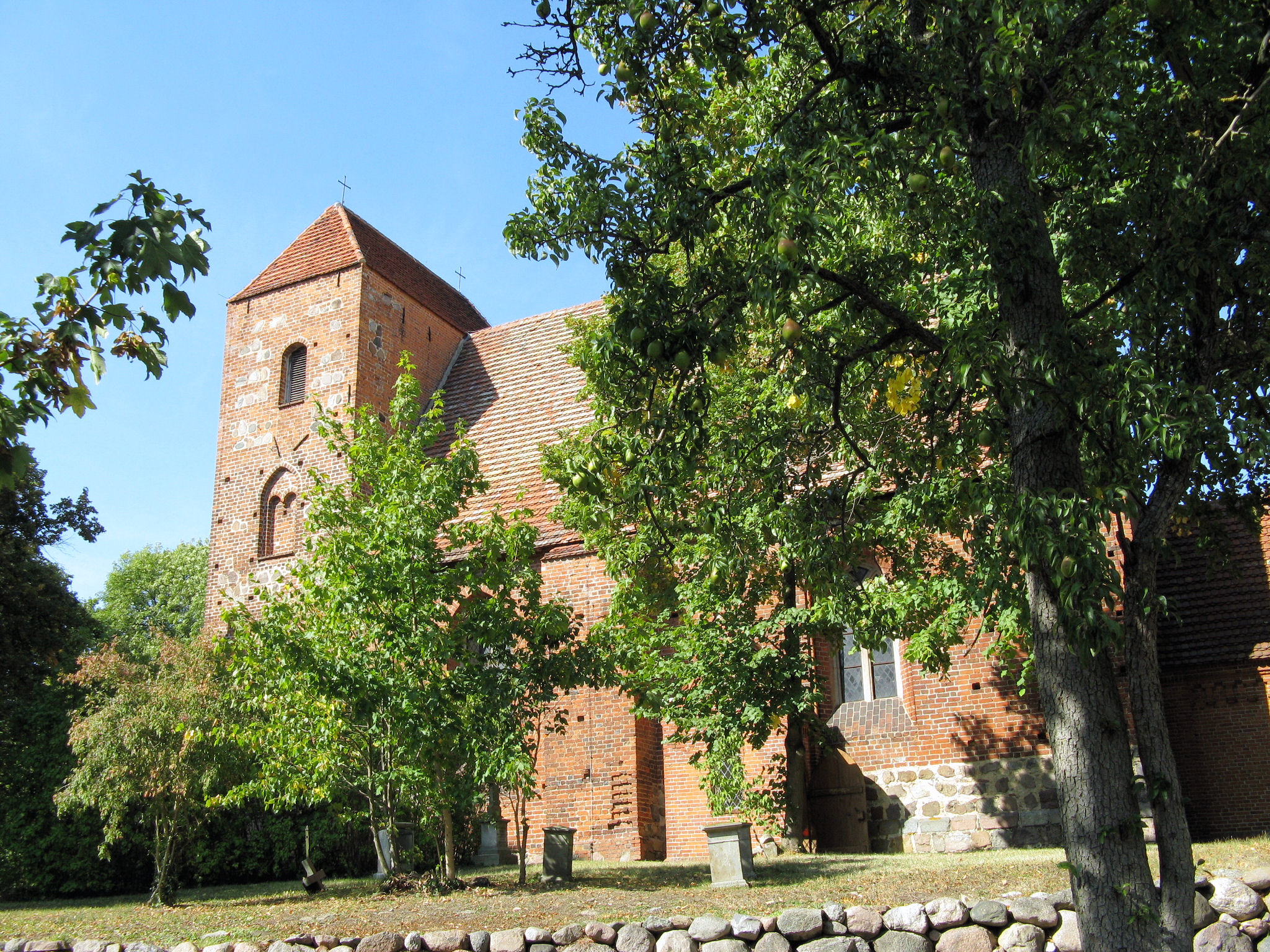
Dorfkirche in Hohen Mistorf
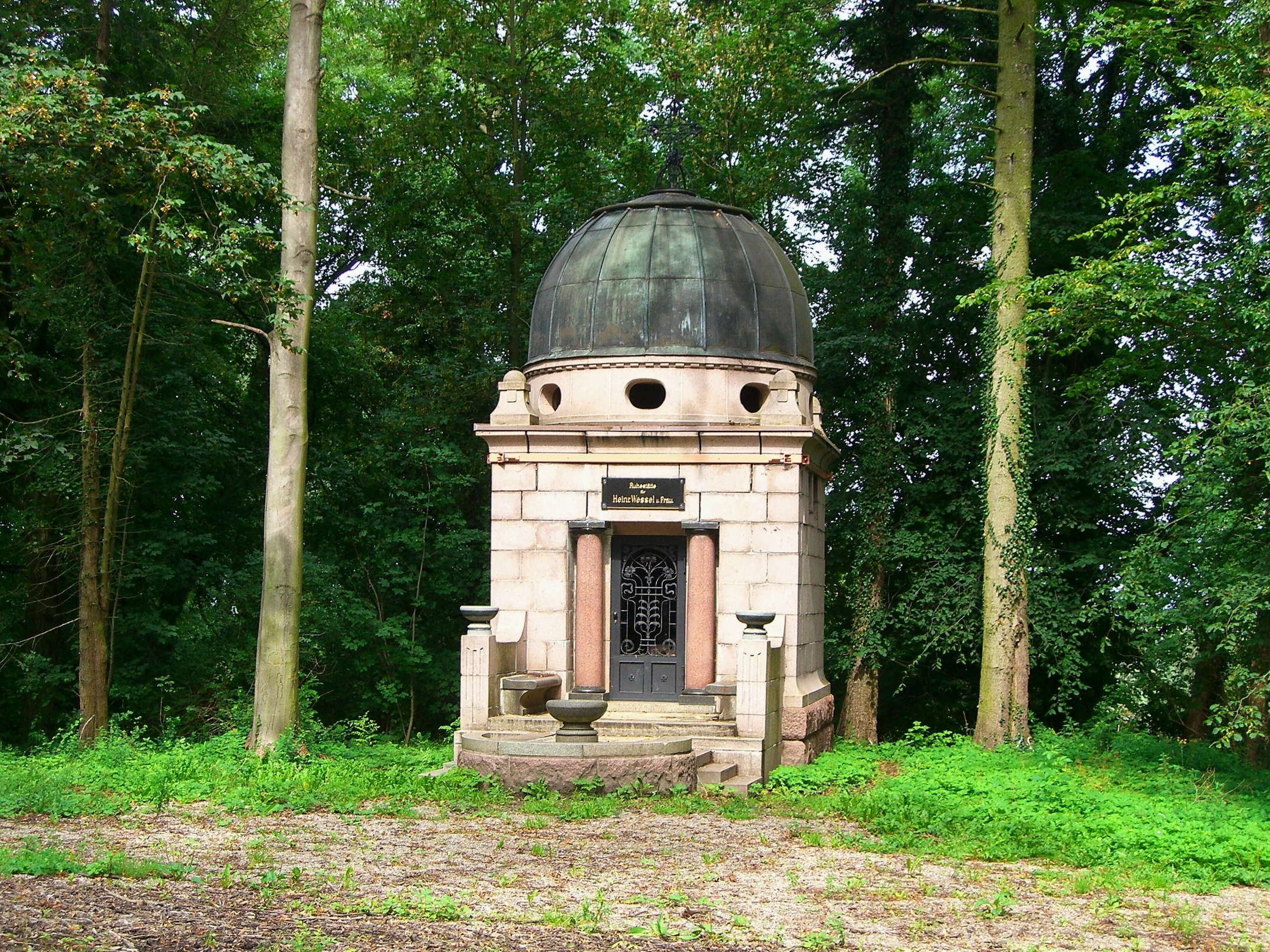
Mausoleum Wessel in Pohnstorf

## Verkehrsanbindung
Die Gemeinde liegt an der Verbindungsstraße von Teterow nach Neukalen. Vom sieben Kilometer entfernten Teterow bestehen Bundesstraßen-Verbindungen in alle Richtungen. Der Bahnhof im Ortsteil Hohen Mistorf liegt an der Bahnlinie Güstrow–Neubrandenburg. Seit 2003 halten dort keine Reisezüge mehr.